# Leonora Christina
För färjan HSC Leonora Christina, se HSC Leonora Christina

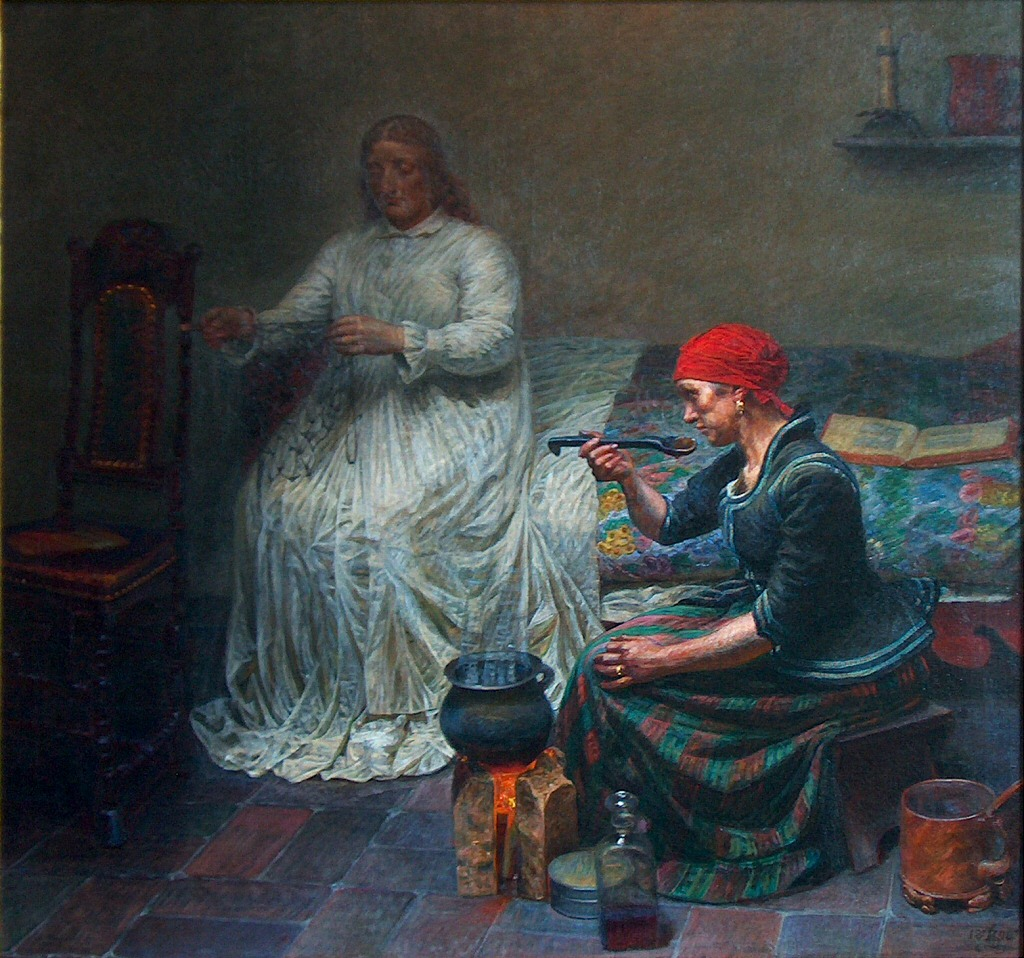
Kristian Zahrtmann, Leonora Christina i Blåtårn, 1896.

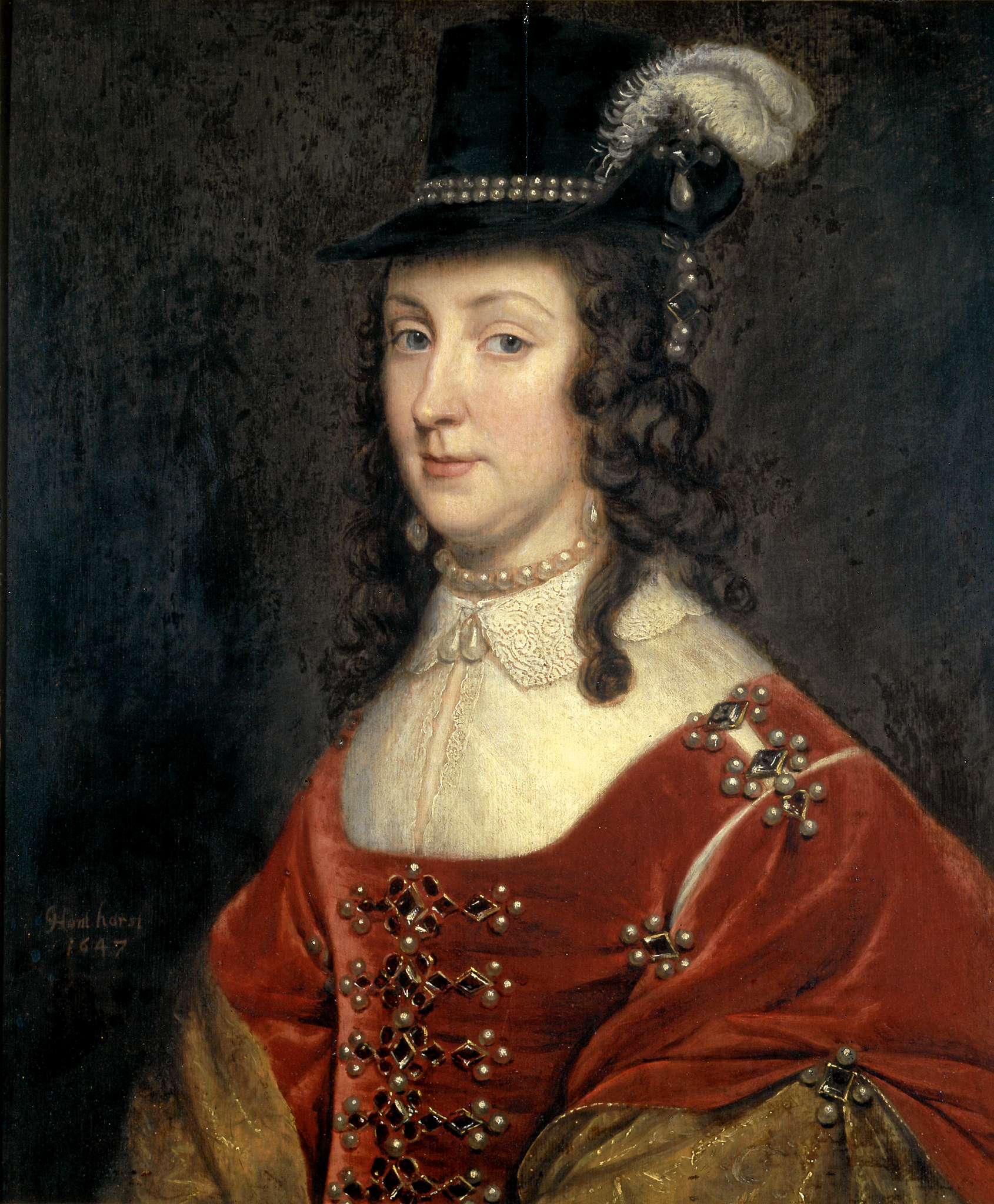
Porträtt från 1647, av Gerard van Honthorst, Frederiksborgs slott

Leonora Christina (Ulfeldt), född 8 juli 1621, död 16 mars 1698, var en dansk adelsdam och memoarförfattare. Hon var dotter till Kristian IV av Danmark i ett morganatiskt äktenskap med Kirsten Munk, grevinna av Schleswig-Holstein. Hon blev som 15-åring gift 1636 med sedermera riksgreven Corfitz Ulfeldt, men kallade sig aldrig Ulfeldt.

## Biografi
Leonora Christina blev fram till sex års ålder uppfostrad hos mormodern Ellen Marsvin, och därefter huvudsakligen på Frederiksborg. Hon blev trolovad med Corfitz Ulfeldt vid nio års ålder. Hon hade sitt konstnärliga anlag för målning, teckning, musik och litterär uttrycksförmåga i arv från fadern. Hon var bosatt på Elmelunde (eller Stegehus, som Corfitz Ulfeldt då hade i förläning) på Møn 1636–1637.
Som ståthållare i Köpenhamn bodde Corfitz Ulfeldt på sin gård i Løvstræde där Gråbrödratorget ligger idag. Leonora Christina följde med Ulfeldt till Holland och Frankrike 1646–1647.
Efter Kristian IV:s död kom motsättningarna med Fredrik III och drottningen Sophie Amalie i dagen och Leonora Christina flydde med Corfitz Ulfeldt till Sverige 1651 och stannade i Stockholm 1652–1654.
Hon flyttade därefter till slottet Barth i Pommern 1655–1657. Leonora Christina reste 1656 till Danmark för att söka försoning med Fredrik III, men stoppades i Korsør och blev utvisad.
Därefter följde hon med Corfitz Ulfeldt, då han slöt sig till svenskarna och med dem tågade in i Danmark 1657.
Hon fick överta försvaret av Ulfeldt, då denne inför en svensk kommissionsdomstol anklagades för förräderi 1659 och efter ett slaganfall hade mist talförmågan. Båda arresterades av Fredrik III i Köpenhamn 1660 och satt i fängelse under 17 månader i Hammershus på Bornholm. Därifrån försökte de på ett dramatiskt sätt att fly, genom att fira sig ned från ett avträde i slottsmuren men blev upptäckta. År 1661 släpptes de slutligen mot att de gjorde avkall på sina fordringar (Ulfeldt var en av kungens stora långivare) och på lejonparten av sina egendomar. De flyttade till Ellensborg (nuvarande Holckenhavn på Fyn. Leonora Christina följde med Corfitz Ulfeldt till Nederländerna 1662 och därifrån reste hon till London 1663 för att driva in ett gammalt tillgodohavande hos kung Karl II.
Fredrik III begärde henne utlämnad som Ulfeldts medskyldige till högförräderi, varför hon blev arresterad och skickad till Köpenhamn, där hon blev satt i Blåtårn på Köpenhamns slott. Hon nekade till att känna till Corfitz Ulfeldts förrädiska handlingar, men hölls fängslad i Blåtårn under mer än 21 år. Det var här hon 1673–1674 började sin berömda självbiografi, Jammers Minde, vilken senare skrevs färdig och bearbetades, som en skildring av fängelselivet ställd till hennes barn. Den ingår numera i Danmarks kulturkanon.
Då drottning Sophie Amalie hade dött blev Leonora Christina frisläppt 1685, och efter att en kort tid ha bott i Husum vid Köpenhamn, flyttade hon till den statliga herrgården Maribo på Lolland, tidigare Maribo kloster, som danska staten ställt till disposition efter frigivandet, tillsammans med ett apanage.
Leonora Christina födde minst 15 barn i äktenskapet med Corfitz Ulfeldt, varibland den österrikiske fältmarskalken Leo Ulfeldt. Hon  ligger begravd i Maribo domkyrka. Leonora Christinas liv, i synnerhet hennes fångenskap, har framställts i en lång serie bilder av målaren Kristian Zahrtmann.